# ガベス
ガベス（アラビア語： قابس ）はチュニジア共和国ガベス県の県都。 

## 略史
- 紀元前 - ガベスはかつてカルタゴ領の町だった。紀元前2世紀の第2次ポエニ戦争ののちガベスはローマ帝国の支配下に入り、その名もタカペに変わった。
- 7世紀 - イスラム世界の版図入り（アル・ファタハ・ル・イスラム：イスラムの解放）。ムハンマドの側近シディ・アブー・ルーババ・ル・アンザリがガベスに着任。
- 1881年 - ガベス、フランスの保護国に。
- 1940年 - ガベス、ドイツの支配下に。
- 1943年 - ガベス、連合軍により再度フランスの支配下に。この際の戦闘で市街のインフラに深刻な被害。
- 1945年 - ガベスの再建開始。
- 1956年 - ガベスはチュニジア独立によりフランスの支配から離脱。

## 教育機関
- ガベス大学

## 経済
ガベスは、1970年代から臨海工業団地の整備が始まり、1977年から始まった第五次四か年計画で重工業にシフトした国家プロジェクトによる後押しで発展を始めた。これにより21世紀にはチュニジア最大級の工業都市となっている。化学産業が多く、ガベス大学の化学の学士号はアフリカで高い評価を得る。主要産業は次のとおり。
- セメント
- 化学工業
- レンガ製造
- 石油精製

工場の急増によりこの地域やガベス湾の汚染は深刻化している。近年政府は新規計画を立ち上げ町の公害対策を法制化した。ガベスからはアルジェリアのガルダイアに舗装道路が伸びている。

## 観光
ガベスはジャラ地区の伝統的なスーク、海浜や珍しい海辺のオアシスで知られる。ガベスは地中海岸に位置し、街の南部ジェルバ島への道沿いにレマヤビーチなど砂浜が点在する。政府はこの一帯で観光開発を計画中である。

## 姉妹都市
- リンツ、オーストリア 1977年
- サン＝ブリユー、フランス 1998年